# Krimgebergte
Het Krimgebergte (Russisch: Крымские горы - Krymskië Gory, Krim-Tataars: Qırım dağları, Oekraïens: Кримські гори - Krymski Hory) is een ca. 150 km lange bergketen langs de zuidoostkust van de Krim. Het gebergte daalt aan de zuid- en westzijde steil af naar de Zwarte Zee, aan de noord- en oostzijde gaat het geleidelijk over in een steppelandschap. De steile klifwanden zijn geliefd bij bergbeklimmers.
Het Krimgebergte bestaat uit drie bergketens. De hoofdketen is het hoogst (1545 m) en bestaat uit een aantal bergplateaus die worden aangeduid met de term Jajla (Russisch/Oekraïens: Яйла) dat alpenweide betekent in het Krim-Tataars.
Belangrijke toppen van het Krimgebergte zijn:
- Roman-Kosj (Oekraïens/Russisch: Роман-Кош), de hoogste top van het Krimgebergte, 1545 m, op de Jajla Baboegan (Oekraïens/Russisch: Бабуган);
- Eklizi-Boeroen (Oekraïens: Еклізі-Бурун, Russisch: Эклизи-Бурун, Krim-Tataars: Eklizi Burun), 1527 m, op de Jajla Tsjatyrdag (Oekraïens: Чатирдаг, Russisch: Чатыр-Даг);
- Lapata (Oekraïens/Russisch: Лапата, Krim-Tataars: Lapata), 1406 m;
- Noord-Demerdzji (Oekraïens: Північний Демерджі, Russisch: Северный Демерджи, Krim-Tataars: Şimaliy Demirci) 1356 m, het hoogste punt van de Demerdzji Jajla;
- Aj-Petri (Oekraïens: Ай-Петрі, Russisch: Ай-Петри, Krim-Tataars: Ay Petri) 1243 m, bij Jalta

Belangrijke passen door het Krimgebergte zijn:
- De Angarski-pas (Oekraïens: Ангарський перевал, Russisch: Ангарский перевал, Krim-Tataars: Anğara boğazı), 752m, tussen Aloesjta en Simferopol;
- De Laspinski-pas (Oekraïens: Ласпинський перевал, Russisch: Ласпинский перевал, Krim-Tataars: Laspi boğazı), tussen Jalta en Sebastopol.

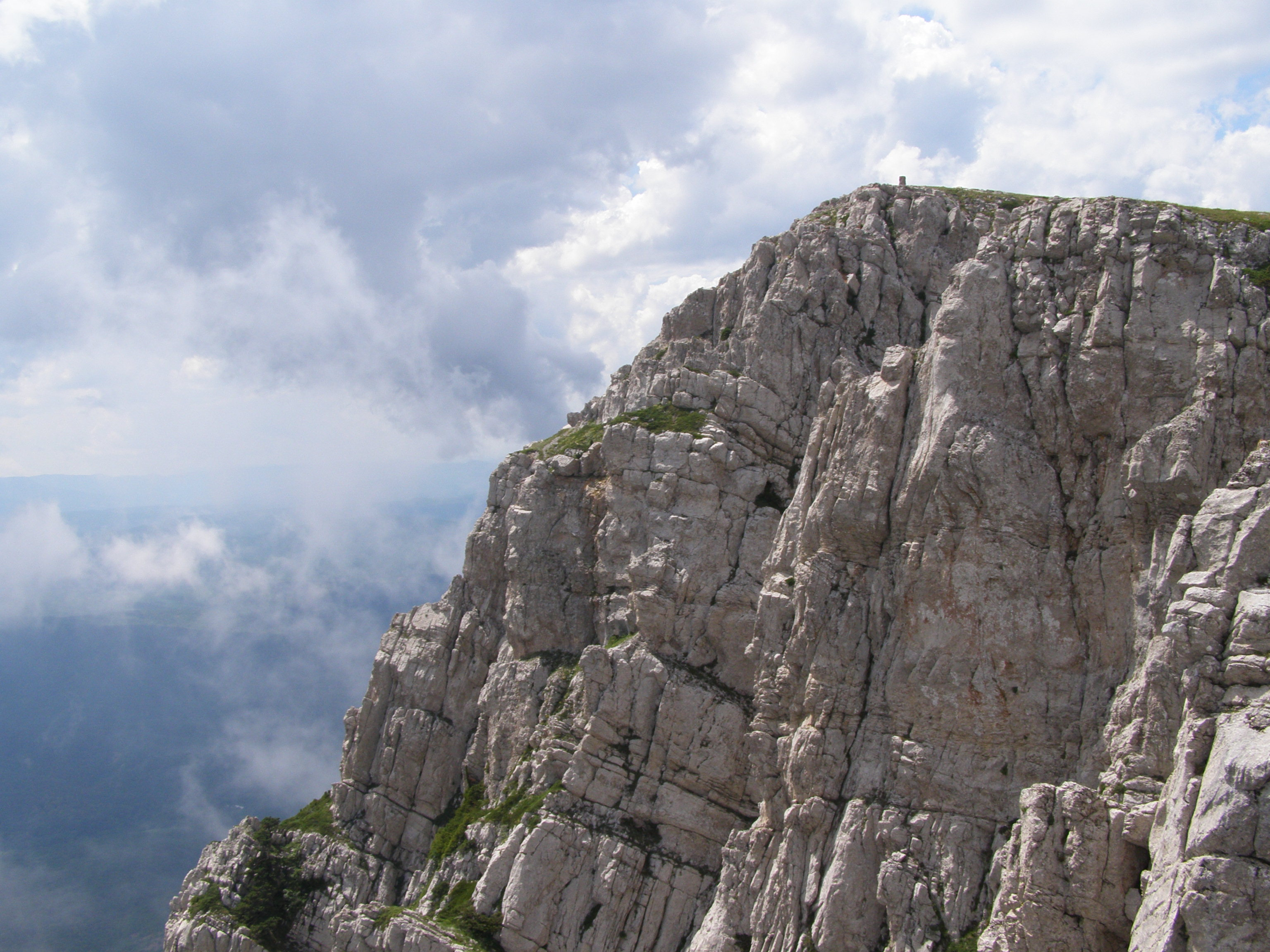
Eklizi-Boeroen (1527m) op het Tsjatyrdag-plateau
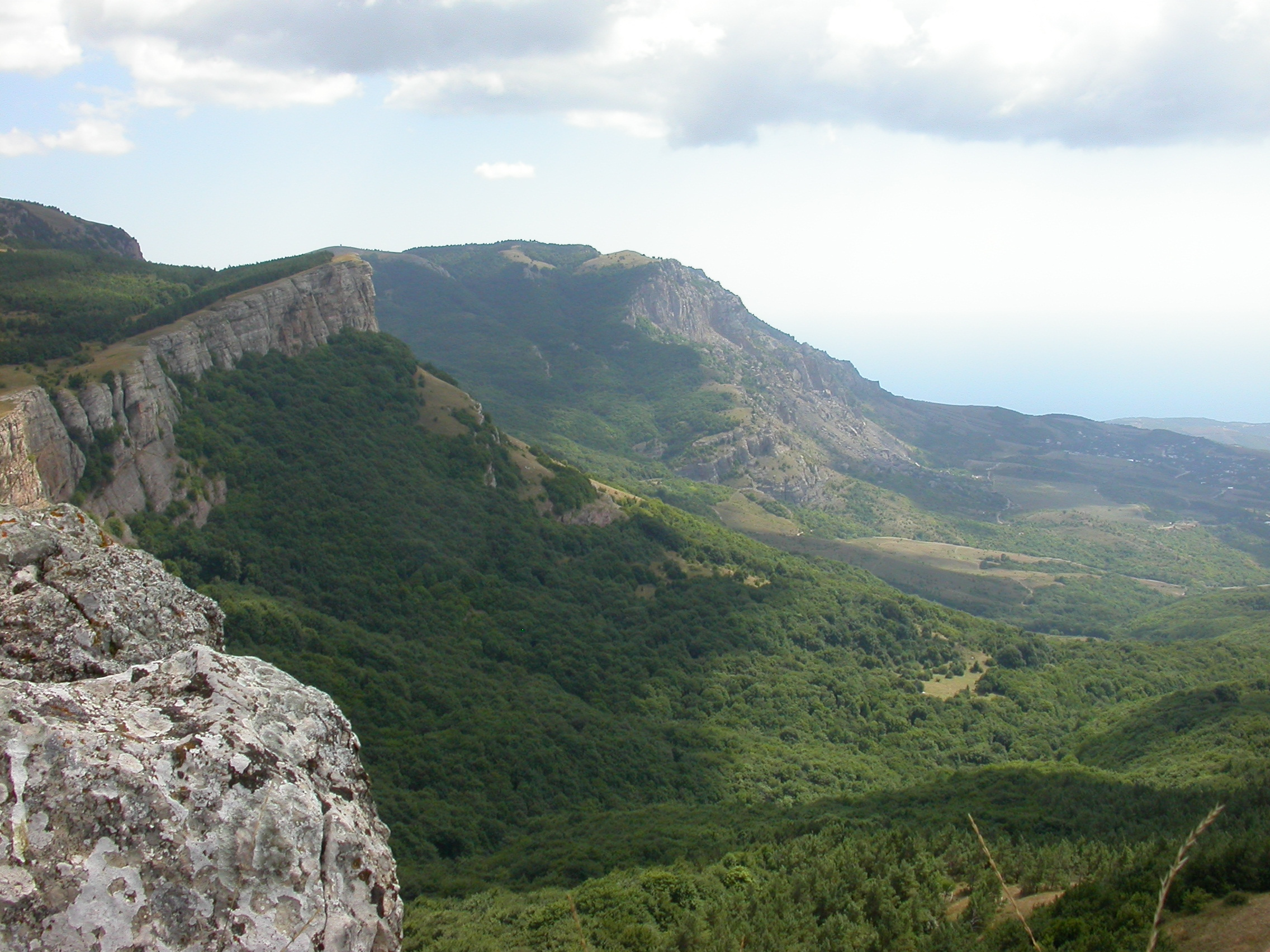
Bergen in de omgeving van Aloesjta
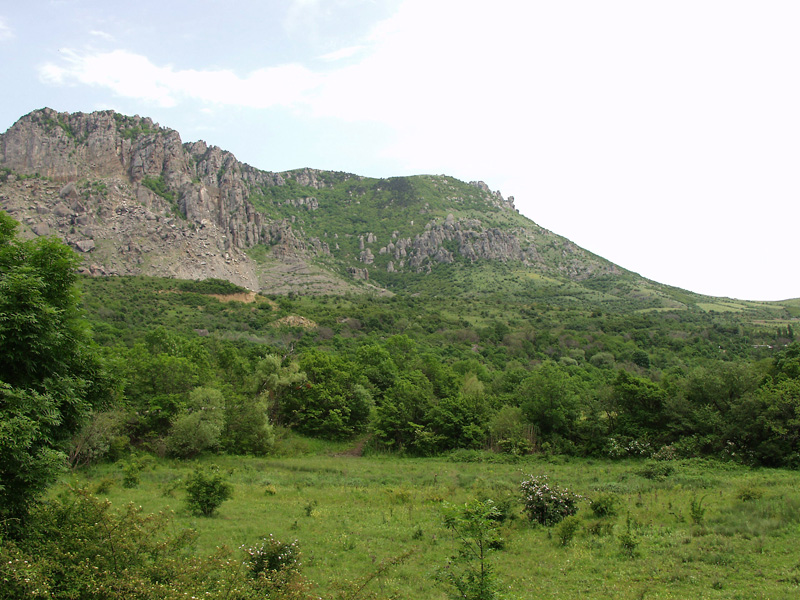
Demerdzji-plateau
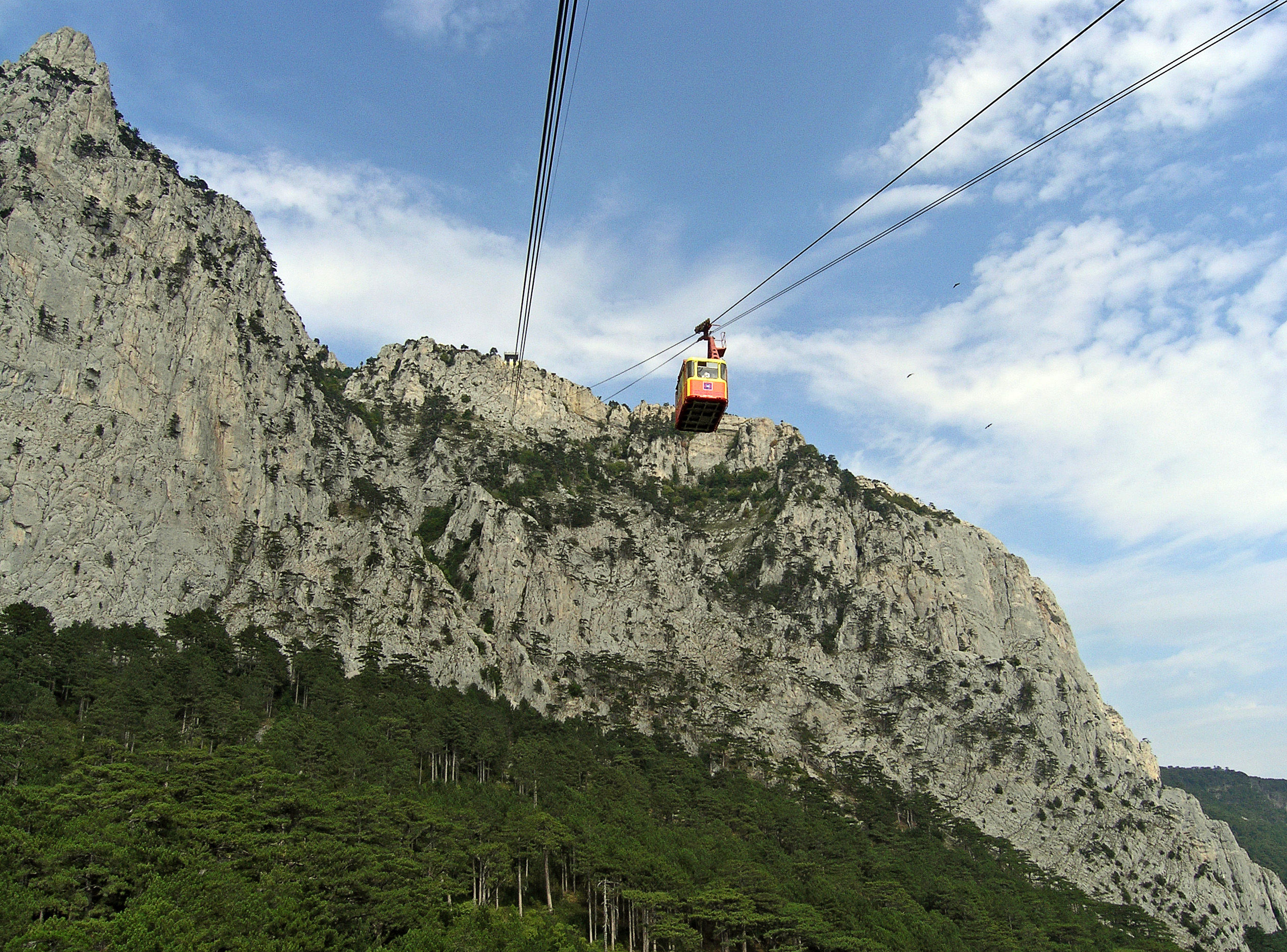
Aj-Petri (1243m) met kabelbaan